# Monsummano Terme
Monsummano Terme és un municipi italià, situat a la regió de la Toscana i a la província de Pistoia. L'any 2004 tenia 19.888 habitants.